# سبز اسپرکی

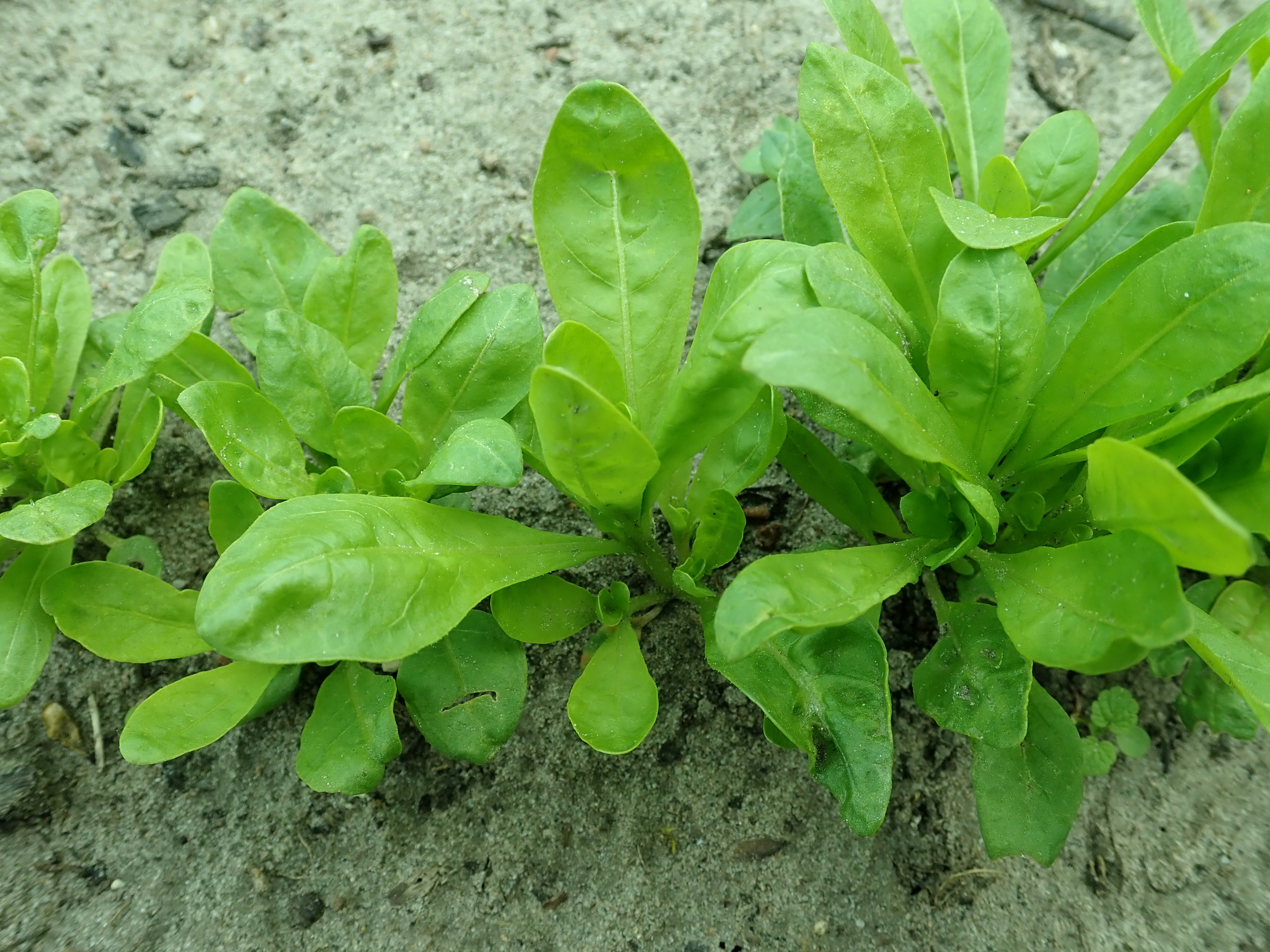
Reseda odorata

سبز اسپرکی سایه‌ای از سبز مایل به خاکستری در طیف رنگ‌های کلاسیک استاندارد رنگی RAL آلمان است که در آن رنگ 6011 است. نام آن از رنگ برگ‌های گیاه Reseda odorata گرفته شده است که معمولاً به عنوان مینیونت شناخته می‌شود.
پیش از جنگ جهانی اول، ارتش فرانسه برای جایگزینی رنگ نیلی سیر موجود، یونیفرم‌های سبز اسپرکی را آزمایش کرد، اما آنها رد شدند. 